# Часопис Матице лужичкосрпске
Časopis Maćicy Serbskeje (срп. Часопис Матице лужичкосрпске; према буквалној транскрипцији са лужичкосрпских језика — Часопис Матице српске), био је научни, културно-друштвени и књижевни часопис, који се издавао у Њемачкој од 1848. до 1937. године. Издавао се на горњолужичкосрпском и доњолужичкосрпском језику.
Први број часописа је објављен 1848. године на иницијативу лужичкосрпске културно-друштвене организације Матице лужичкосрпске. Излазио је једном годишње. До 1872. године је био познат као Časopis Towarstwa Maćicy Serbskeje.
Први главни уредник часописа до 1852. био је лужичкосрпски пјесник Јан Арношт Смолер. Након њега на тој функцији су били: Јакуб Бук (1853—1867), Михал Горник (1868—1894), Арношт Мука (1894—1932) и Ота Вичаз (1933—1937).
Посљедњи број часописа је објављен 1937. године. Након Другог свјетског рата организација Матица лужичкосрпска је од 1952. године почела да објављује сличан часопис под називом Lětopis (срп. Љетопис) .

## Извор
- „1848–1937: Časopis Maćicy Serbskeje //Periodika”. www.serbski-institut.de (на језику: доњолужичкосрпски, горњолужичкосрпски, немачки и енглески). Serbski institut / Sorbisches Institut. Приступљено 15. 12. 2024.